# Pfarrkirche Satteins

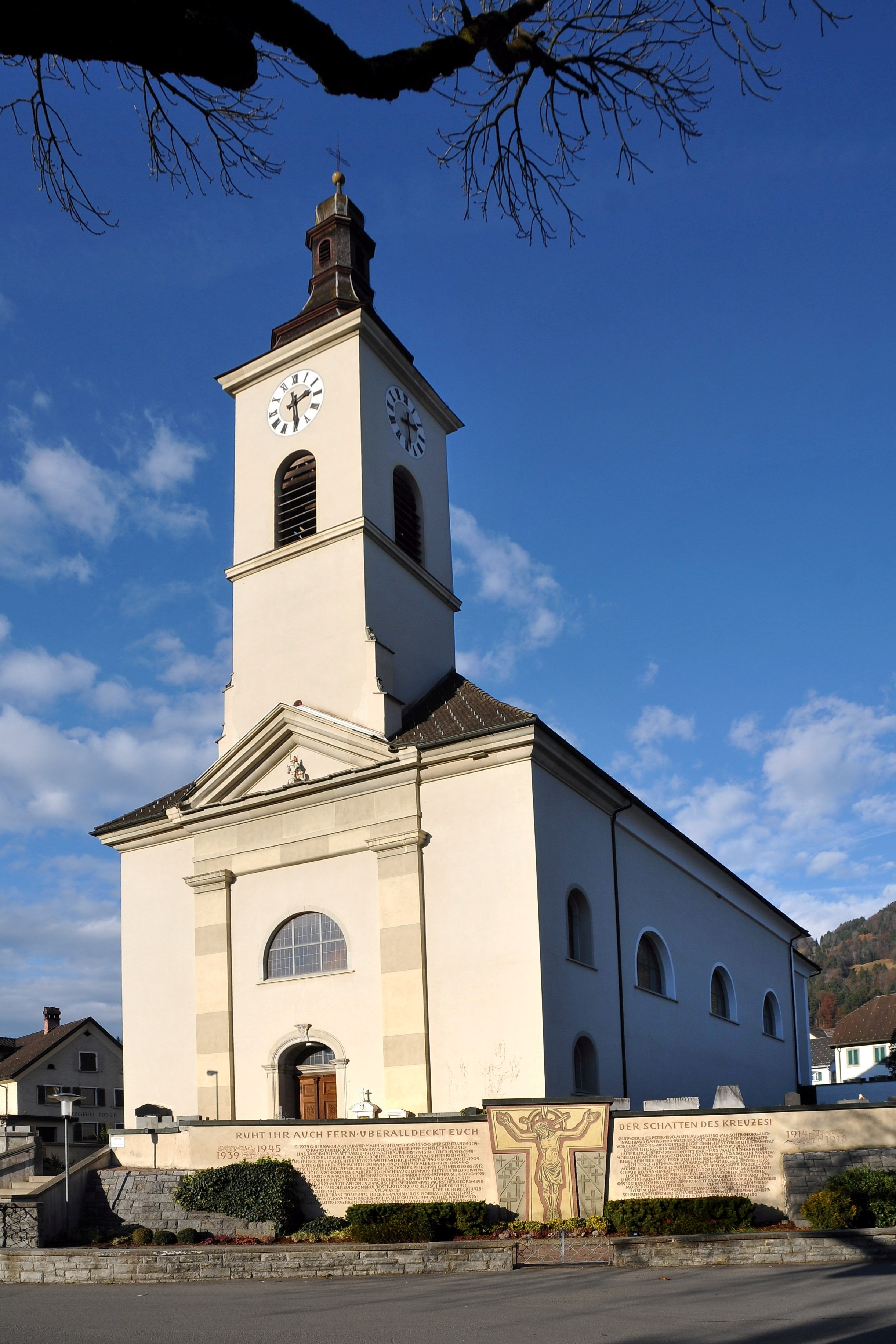
Kath. Pfarrkirche hl. Georg in Satteins

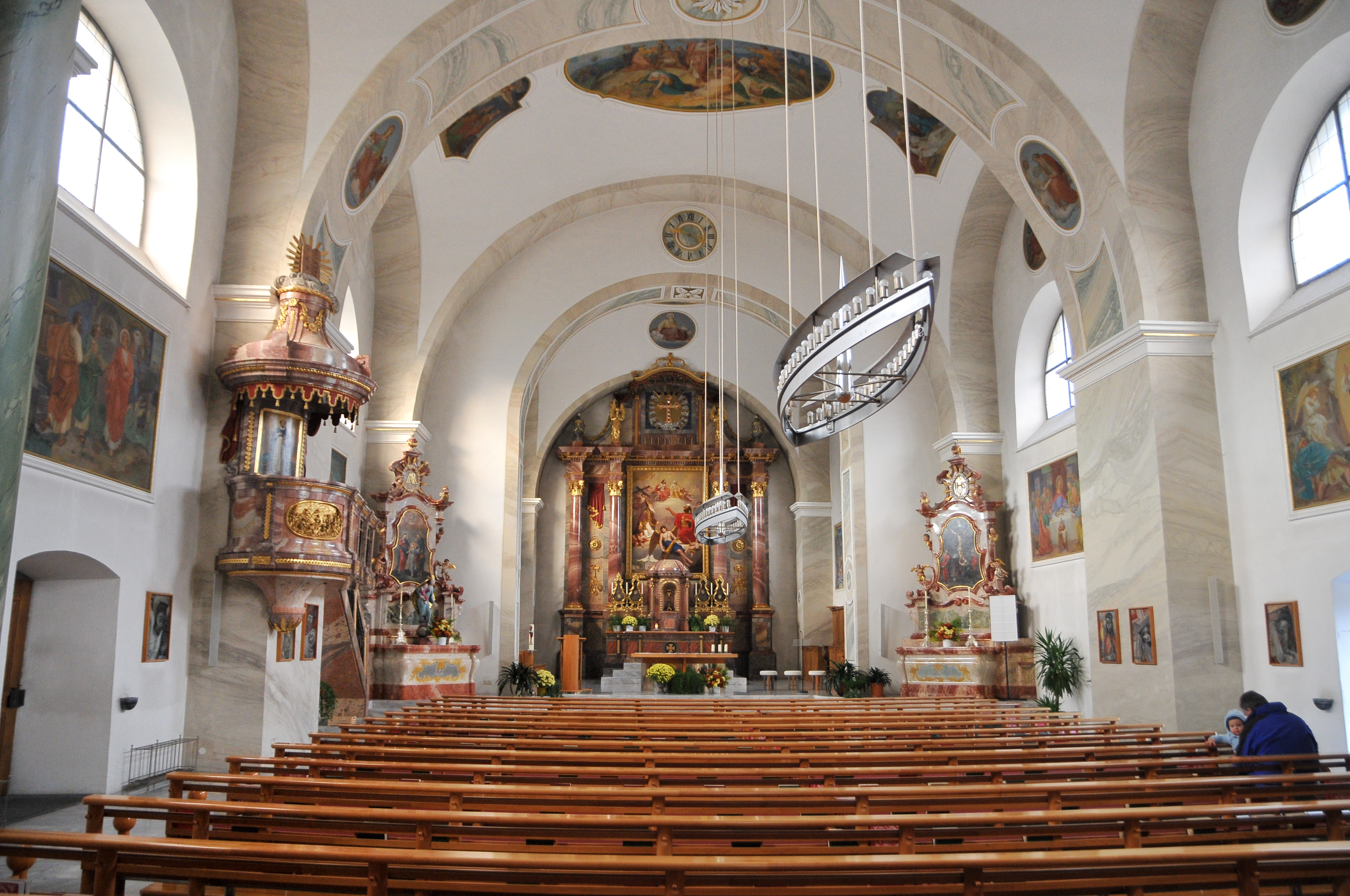
Innenansicht

Die römisch-katholische Pfarrkirche Satteins steht in der Gemeinde Satteins im Bezirk Feldkirch in Vorarlberg. Sie ist dem heiligen Georg geweiht und gehört zum Dekanat Feldkirch in der Diözese Feldkirch. Das Bauwerk steht unter Denkmalschutz.

## Geschichte
Die Kirche wurde 850 genannt und 1426 zur Pfarrkirche erhoben. Um 1477 erfolgte ein Neubau der Kirche. 1710 wurde die Kirche baulich erweitert. Die heutige Kirche wurde von 1822 bis 1824 erbaut.
Kirchlich gehört die Pfarre bis zum Jahre 1808 zum Bistum Chur und ab 1819 definitiv zum Bistum Brixen, nach dem Ersten Weltkrieg zur Apostolischen Administratur Innsbruck-Feldkirch und seit 1968 zur Diözese Feldkirch.

## Architektur
Der nach Norden orientierte mächtige klassizistische Kirchenbau hat einen Fassadenturm, ein Langhaus unter einem Walmdach und einen eingezogenen Chor unter einem Walmdach. Östlich am Chor ist die Sakristei angebaut. Langhaus und Chor haben Halbkreisfenster. Die Turmfassade hat einen Mittelrisalit mit zwei Wandpilastern mit schwerem Gebälk und einem Dreieckgiebel. Im Giebelfeld ist eine barocke Figur des hl. Georg. Das Flachbogenportal ist gerahmt und hat darüber ein Halbkreisfenster. Der Südturm über der Fassade ist zweigeschoßig und hat im Obergeschoß Rundbogenschallöffnungen und eine Zwiebelhaube mit einer achteckigen Laterne.
Das dreijochige Langhaus mit einem Flachkuppelgewölbe mit breiten Gurtbögen auf Wandpfeilern hat über den Fenstern quergestellte Tonnengewölbe. Die Turmfassade bildet drei Räume als Rundbogenarkade und hat mittig einen Vorraum unter dem Turm und rechts ein Stiegenhaus zur Empore. Hinter dem eingezogenen hohen rundbogigen Chorbogen ist ein eingezogener quadratischer Chor mit einer Altarrundbogennische und einem Flachkuppelgewölbe. Die gestaffelte Doppelempore mit geraden Brüstungen steht auf je zwei Säulen.
Die Fresken malten ab 1884 die Maler Johann Kärle und Emanuel Walch: Im Chor Gottvater mit Engeln mit vier Propheten in Medaillons und über den Fenstern Engel und Jesus unter den Schriftgelehrten. Im Langhaus, im 1. Joch mittig Moses und die Eherne Schlange, links Kreuzigung Christi und rechts Grablegung, im 2. Joch mittig Himmelfahrt Christi, links Alter Bund und rechts Neuer Bund, im 3. Joch mittig Pfingsten, links Predigt des hl. Petrus und rechts Predigt des hl. Paulus und an den Gurtbögen in Ovalmedaillons die vier Evangelisten und die vier Kirchenväter.
An den Wänden malte Martin Häusle links Christus am Ölberg und die Emmausjünger und rechts Abendmahl und Auferstehung, im Chor links Verkündigung an die Hirten und Anbetung der Hirten und rechts einen Hausbau.